# Torymus socius
Torymus socius är en stekelart som beskrevs av Mayr 1874. Torymus socius ingår i släktet Torymus och familjen gallglanssteklar. Inga underarter finns listade i Catalogue of Life.